# Kebra Nagast

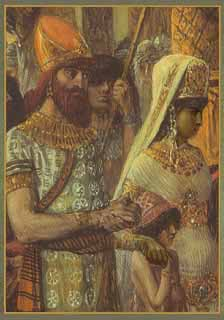
Kung Salomo och drottningen av Saba, som enligt etiopisk tradition var svart.

Kebra Nagast eller Kebra Negast (Konungarnas ära) är ett etiopiskt nationalepos som berättar om hur de etiopiska konungarna härstammar i rakt nedstigande led från Israels konung Salomo och drottningen av Saba, Makeda. När drottningen återvände till Saba var hon gravid och födde sedan en son som enligt Kebra Negast blev kung i Etiopien under namnet Menelik I. Menelik och hans efterföljare titulerades negus negesti, vilket är amhariska för "konungarnas konung". Verket har stor betydelse för den etiopiska nationalkänslan.

## Den etiopiska myten
Menelik ska enligt eposet ha tillbringat delar av sin uppväxt hos sin far Salomo i Jerusalem. Salomo ville att hans son Menelik skulle bli näste kung över Israel, men Menelik tackade nej. När det var dags för Menelik att återvända för att bli kung över det rike, som antas ha omfattat delar av dagens Etiopien och Jemen i sydvästra Arabiska halvön, lät fadern tillverka en kopia av förbundsarken – en guldbeslagen träkista med de båda lagtavlorna som Mose fått av Gud. Salomo beordrade dessutom de förstfödda i alla nobla familjer i Israel att följa med Menelik till Etiopien och bosätta sig där. Detta gällde även översteprästen Zadoks äldste son, som enligt Kebra Nagast ska ha bytt ut kopian av förbundsarken mot den äkta och fört den med sig till Etiopien. Den levande legenden pekar ut Heliga Maria av Sions katedral i Etiopien som den plats där förbundsarken idag förvaras, och endast en enda präst har tillträde till det heliga rum där Guds lagtavlor förvaras.,

## Den arabiska myten
Bland araberna, särskilt i den södra delen av arabiska halvön, lever än i dag andra legender om drottningen av Saba. Enligt dessa hade hon ingenting med Etiopien att göra. Hon var i stället en arabisk drottning som omvändes till monoteismen av kung Salomo. Berättelserna är kryddade med magi och övernaturliga ting som talande fåglar. I arabisk och islamsk tradition sätts ofta likhetstecken mellan Saba och sabéerna, som hade en högkultur där landet Jemen ligger idag. Drottningen skulle ha varit en sabéisk regent. Att det funnits minst en högkultur i Jemen, inklusive delar av dagens Etiopien på andra sidan Röda havet, har stöd i arkeologiska utgrävningar. Bland annat har man grävt fram resterna av vad som varit ett imponerande tempel, vars framsida haft enorma skulpturer av två sabeiska kungar – Yathar Amar Watar Ibn Malik och Karb al-Watar, som båda levde på 500-talet före Kristus. Arkeologerna menar att denna högkultur tagit form tidigast på 700-talet f.Kr. Kung Salomo anses emellertid ha regerat 300 år innan dessa första tecken på en sabeisk civilisation visade sig – omkring år 1000 f.Kr, och historikern Clegg förlägger drottningens besök i Jersualem till cirka år 960 f.Kr. Det är således inte alls säkert att den påvisade sabéiska civilisationen och legendens Saba är ett och samma rike.
Koranen pekar dock i motsats till den arabiska traditionen på tre ställen ut en något äldre högkultur bestående av ett folk som har nästan samma namn: sabier i stället för sabéer. Sabierna var ett Bokens folk:
| ” | De, som tro, och de, som äro judar, sabierna och de kristna, så vitt de tro på Gud och den yttersta dagen och handla rättskaffens, över dem skall förvisso ingen fruktan råda, och de behöva ej varda bedrövade. Koranen 5:73. | „ |

Bahá'í-tron har ärvt denna uppfattning, att sabierna hade en gudsmanifestation (bahá'í ernas ord för någon som uppenbarar Guds aktuella budskap till mänskligheten) med bortglömt namn och en helig skrift.

## Den koptisk-ortodoxa myten
Bland de koptiskt kristna i Egypten finns en annan myt som pekar ut drottning Hatshepsut, regent över Egypten och Nubien och eventuellt Etiopien som identisk med drottningen av Saba. Hennes namn som farao var inte Makeda som etiopierna hävdar, utan Make-Ra.
Till titeln negus negesti hörde även titlarna Guds utvalde och Lejonet av Juda. Den siste regerande negus negesti var Haile Selassie, som störtades 1974. (Etiopien har under perioder även haft kejsare som inte tillhört den salomoniska blodslinjen, och Selassies trontillträde innebar att ätten återerövrat kejsartiteln ). 

## Den rastafarianska myten
Kejsaren Haile Selassie ses av rastafarianerna som en inkarnation av Gud, och Kebra Nagast har status som helig skrift. Kebra Nagast översattes inte till engelska förrän 1922, och boken var länge förbjuden i många kolonier/nationer i Västindien eftersom boken ser på Gamla och Nya Testamentet med afrikanska ögon. Européerna ville inte att det bland slavarna, och de senare slavättlingarna, skulle spridas en tro på att Abraham, Josef, Moses, Daniel, Jesus m.fl. bibliska personer var mörkhyade afrikaner. Slavättlingarna på de karibiska öarna – i synnerhet rastafarianerna på Jamaica – har emellertid överfört legenden från generation till generation genom muntlig tradition. Lyriken i rastafariansk mässande musik är religiös är starkt influerad av Kebra Nagast, och dessa sånger har i sin tur påverkat s.k. roots reggae, och sångare som The Abyssinians, Ras Michael, Misty in Roots, Peter Tosh och Dezarie, för att nämna några.